# StumbleUpon
StumbleUpon (от англ. «случайно найти») — коммерческий сервис поиска Интернет-страниц, объединяющий принципы p2p и социальной сети с блоггингом «одним кликом». Бесплатная панель инструментов для веб-браузера, предоставляемая системой, автоматизирует сбор, распространение и рецензирование web-контента в пределах неформальной социальной структуры, даёт пользователям способ просмотра, подобный переключению телевизионных каналов.
StumbleUpon комбинирует совокупность человеческих мнений с машинным обучением персональным предпочтениям и создает виртуальные сообщества сходно мыслящих веб-сёрферов. Оцененные сайты заносятся в личный профиль (блог) и порождают сети сёрферов, объединенных общими интересами. Эти социальные сети координируют распространение содержимого сети, так что пользователи «натыкаются» на страницы, рекомендованные их друзьями и «одногрупниками». Такое совместное исследование контента автоматизирует обмен советами и упрощает сетевую навигацию.
Стамблеры (так называют себя участники сообщества) также имеют возможность оценивать и рецензировать блоги друг друга, объединяться в группы по интересам, которые являются коллективными блогами с заданной темой. Там пользователи могут публиковать как на веб-форумах комментарии и ссылки, отвечающие заявленной тематике.

## Реклама
В StumbleUpon используется база данных о личных предпочтениях пользователей для целевой рекламы. Небольшое число «находок» — обычно менее 2 % — это страницы спонсоров, подобранные по интересам пользователя (если пользователь часто заходит на фотосайты, то ему иногда будут показаны рекламируемые сайты, связанные с фотографиями). Предварительно рекламируемые сайты проверяются человеком на качественность и уместность. Заплатив за повышение статуса своего аккаунта до «спонсорского», пользователь может отключить рекламу на определенное время.

## Неприкосновенность частной жизни
StumbleUpon не является шпионским ПО, и информация передается на сервер только вследствие явного пользовательского выбора, на сервере и, частично, локально, сохраняется такая информация, как адреса всех посещаемых сайтов (в том числе и отсутствующих в базе), время их пометки, настройки профиля.